# Денисовка (Промишленнівський округ)
Дени́совка (рос. Денисовка) — присілок у складі Промишленнівського округу Кемеровської області, Росія.

## Населення
Населення — 134 особи (2010; 180 у 2002).
Національний склад (станом на 2002 рік):
- росіяни — 85 %